# Enskede kyrka
Enskede kyrka är en kyrkobyggnad i stadsdelen Gamla Enskede i södra Stockholm. Den tillhör Enskede-Årsta församling i Stockholms stift. Kyrkobyggnaden är väl synligt placerad på en höjd i ett parkområde mitt inne i Gamla Enskedes villaområde.

## Bakgrund
Redan 1904 förvärvade Stockholms stad Enskede gårds ägor och fyra år senare fastställdes den första stadsplanen för Gamla Enskede. Planarkitekten Per Olof Hallman hämtade förebilder från engelska och tyska trädgårdsstäder med en anpassning till terrängen och mjukt svängda gator. På områdets högre partier reserverades mark för parker och offentliga byggnader såsom Margaretaparken och Enskede kyrka.

## Kyrkobyggnaden
Enskede kyrka byggdes efter ritningar av arkitekten Carl Bergsten (1879-1935) och invigdes på tjugofemte söndagen efter trefaldighet den 21 november 1915 av Svenska kyrkans dåvarande ärkebiskop Nathan Söderblom. Kyrkan vilar på en sockel av råhuggen granit och består av rektangulärt långhus med ett smalare, rakt avslutat kor i öster. En trappa ned under koret är sakristian inhyst. Vid långhusets norra sida finns ett vapenhus med ingång. Mitt på det skiffertäckta taket står det låga kyrktornet med sin tupprydda tornspira. Ytterväggarna är vitslammade och genombryts av fönster i olika form. Kyrkorummet har ett treklövervalv av trä prytt med dekorativt måleri. Koret ligger fyra trappsteg högre än övriga kyrkorummet. I östra korväggen finns ett högt rundbågigt fönster vars glasmålning fungerar som altartavla. Glasmålningen, som skildrar Kristi himmelsfärd, är komponerad av Carl Alexandersson och utförd 1929 av N.P. Ringström AB.

## Inventarier
- Kyrkans ursprungliga dopfunt av trä är formgiven av skulptören Per Kers och har polykrom dekor. Bland annat pryds funten av Lutherrosor. Tillhörande dopskål är av mässing. Dopfunten står numera i kyrkans kor.
- Norr om koret finns en sexkantig predikstol som är marmoreringsmålad i grönt och brunt.
- På läktaren i kyrkorummets västra del står en orgel med 22 stämmor. Den är tillverkad 1976 av Jacoby Orgelverkstad.
- En digital kororgel tillkom 1996.
- I det lilla kyrktornet hänger en kyrkklocka gjuten 1915 K G Bergholtz & Co i Stockholm.

## Bildgalleri

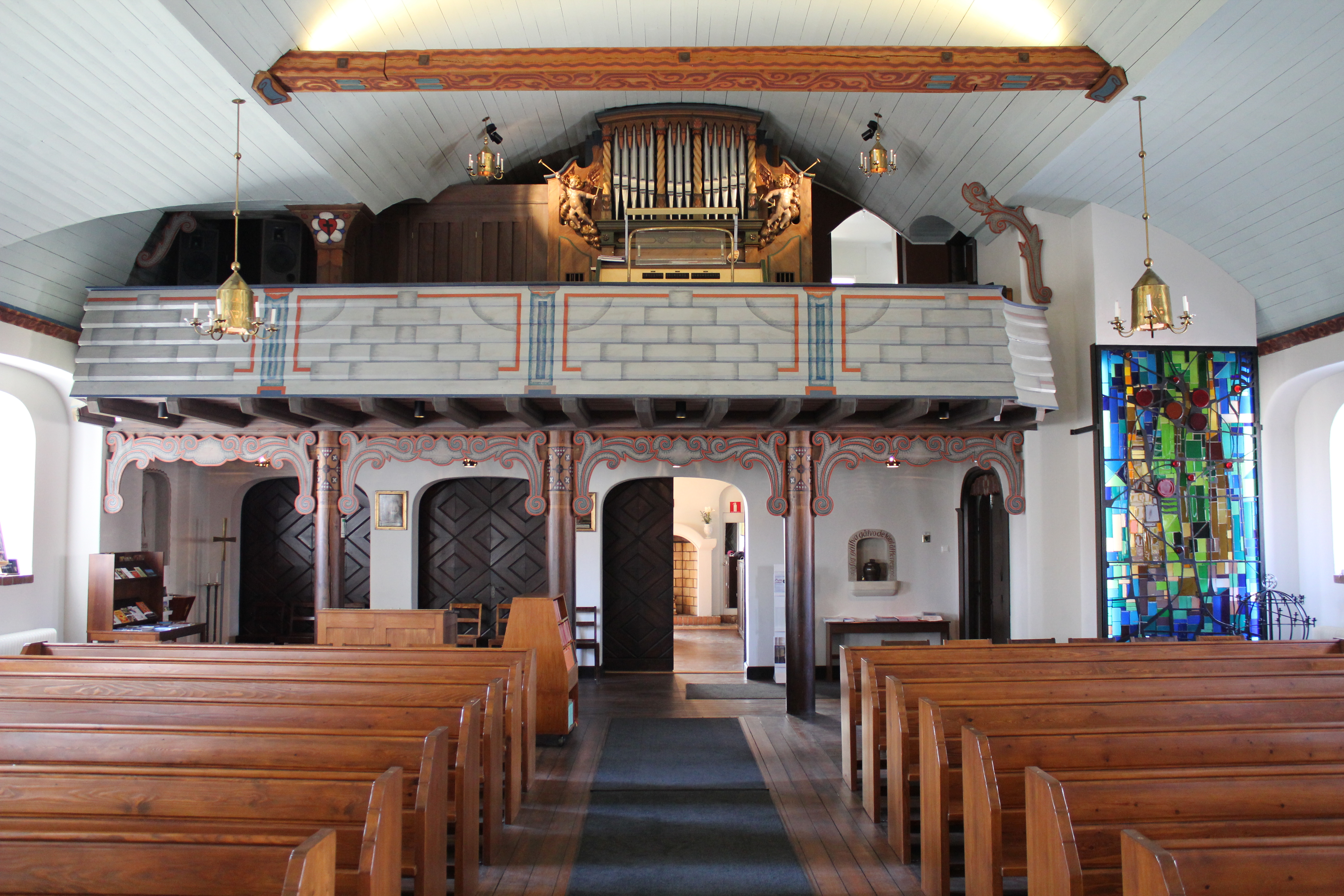
Kyrkorum mot väster
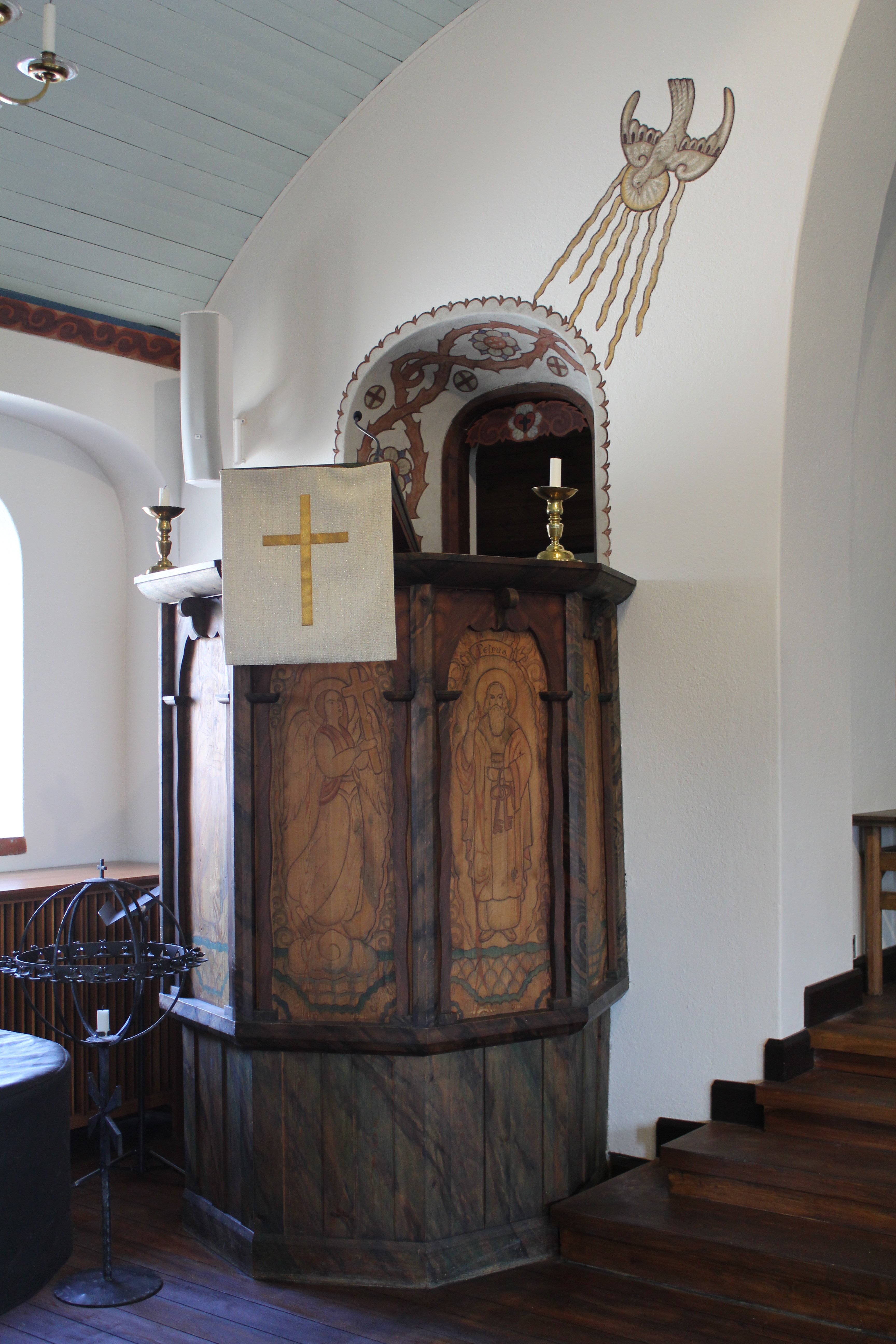
Predikstol
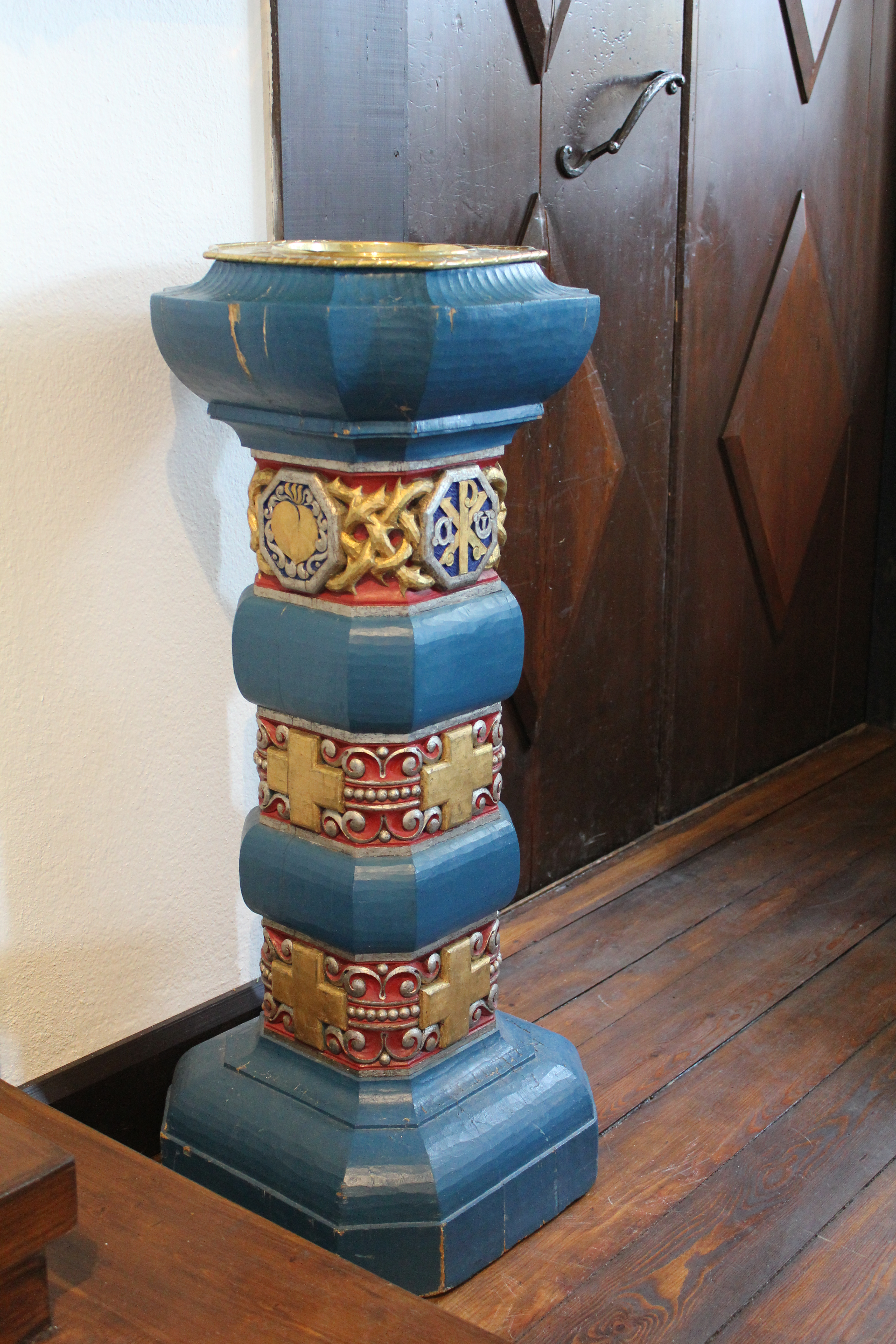
Dopfunt
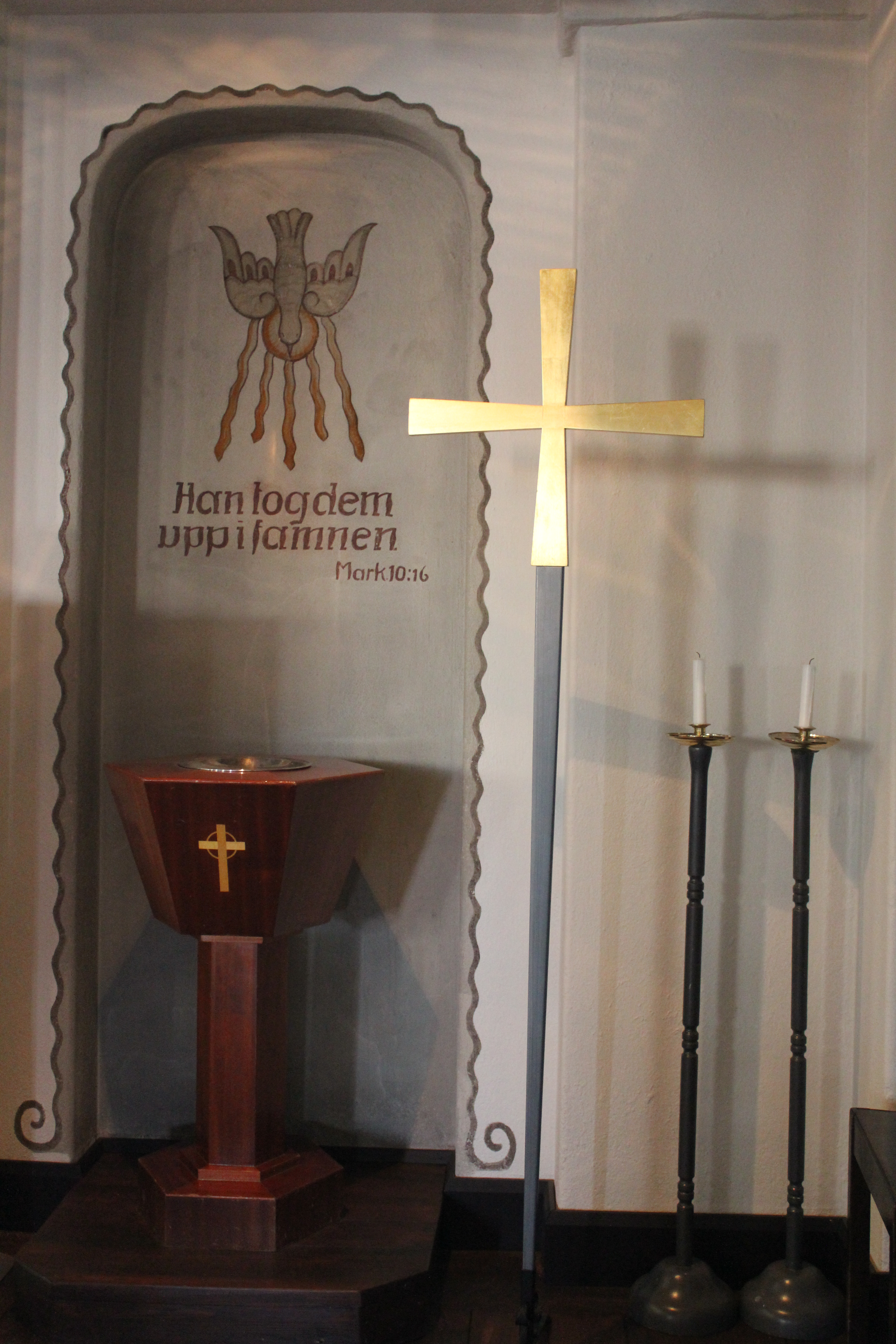
Dopaltare
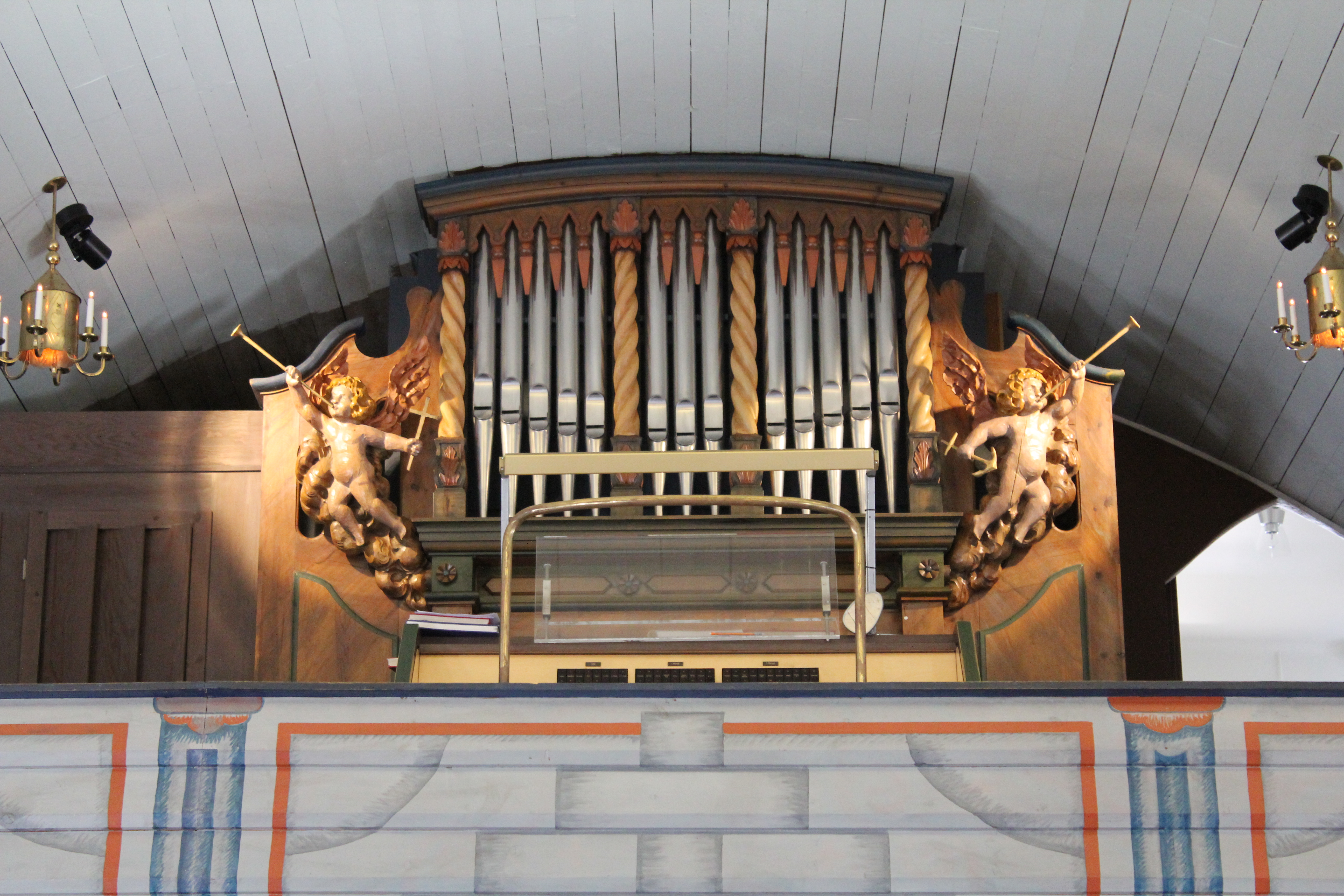
Orgel
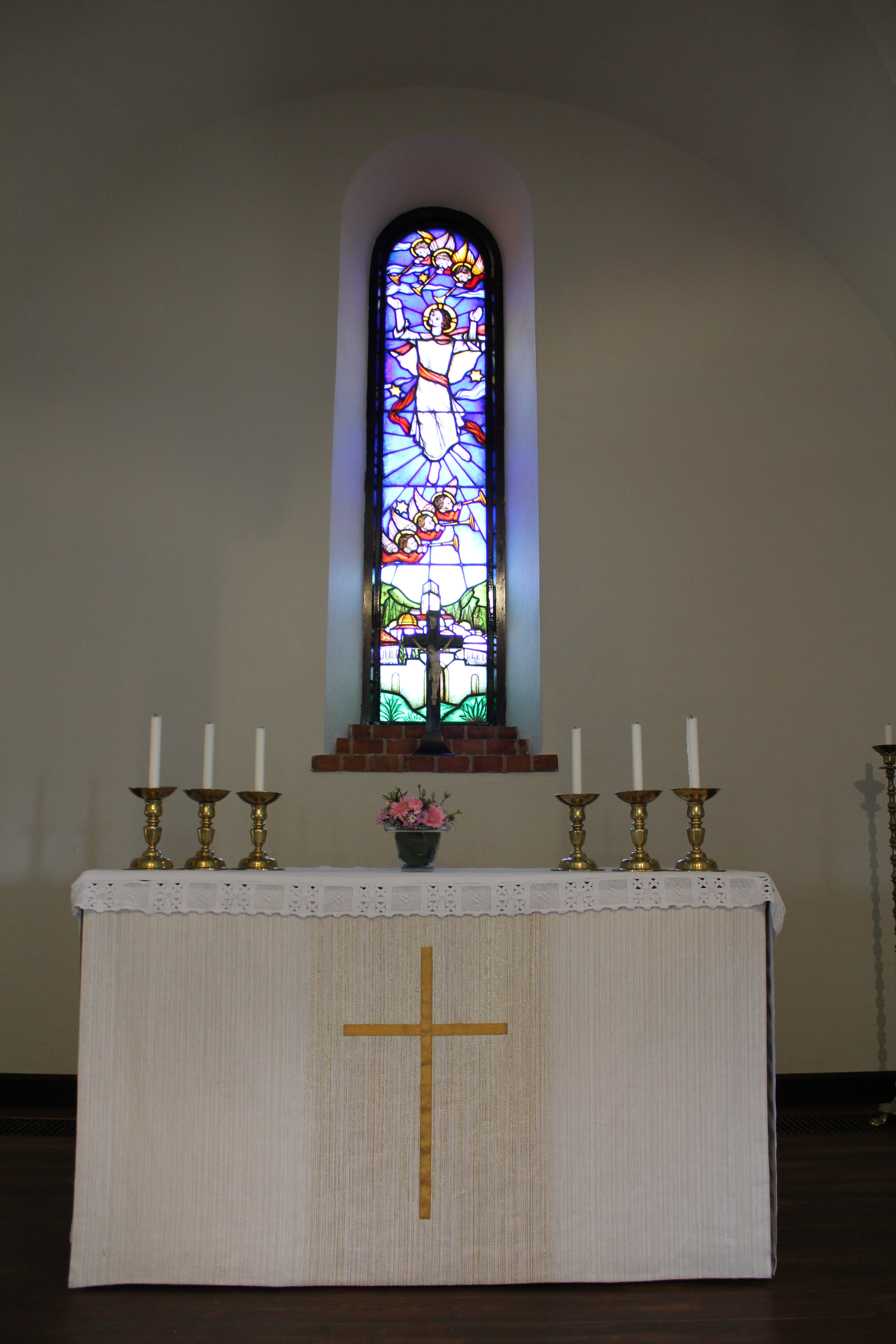
Altare med korfönster
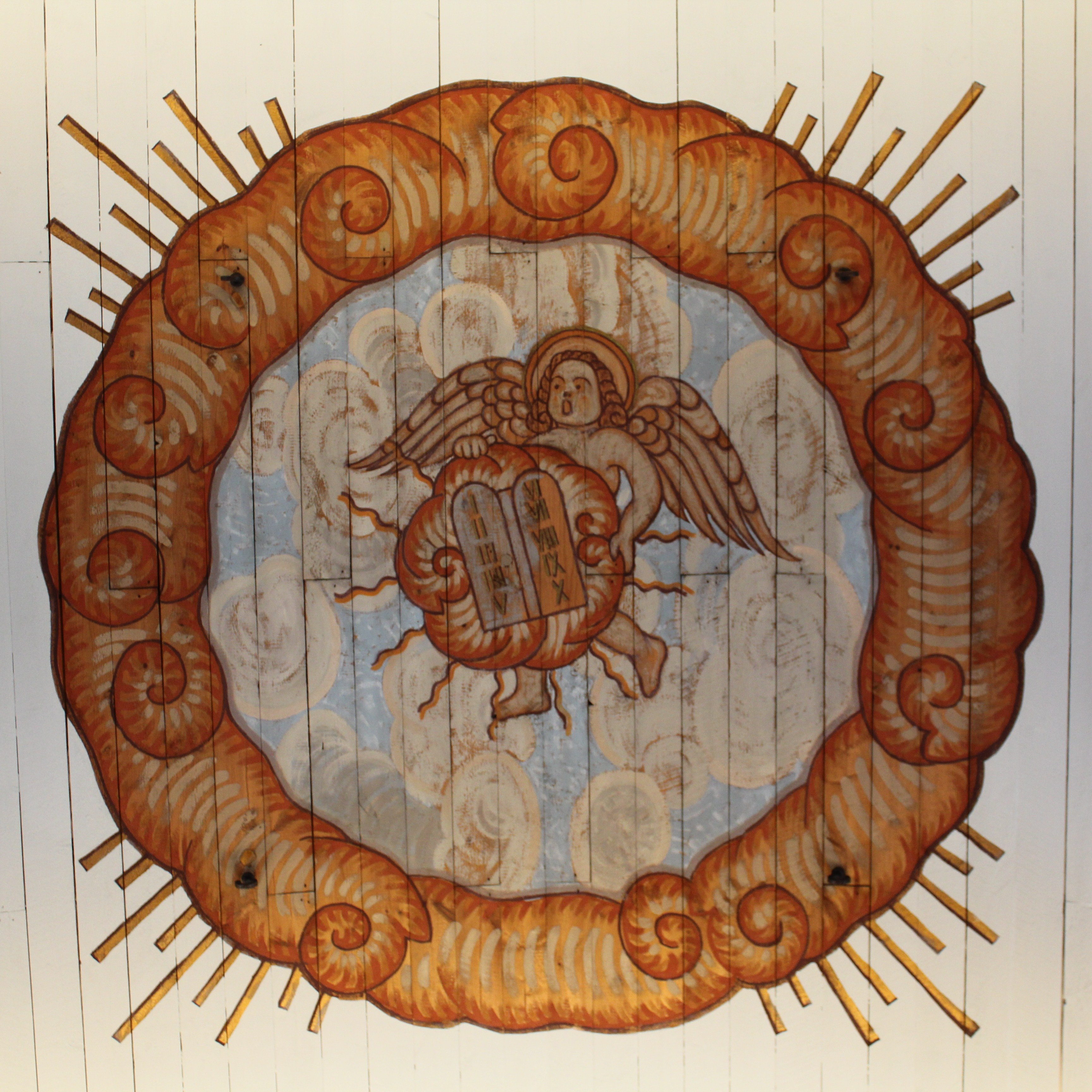
Kyrkorummets takmålning